# Verdandi
Verdandi (auch Verdhandi oder Werdandi geschrieben, von altnordisch Verðandi) ist neben Urd und Skuld eine der drei namentlich genannten Nornen, einer Art Schicksalsgöttinnen in der nordischen Mythologie. Sie repräsentiert in dieser Dreiheit die Gegenwart, zwischen Vergangenheit und Zukunft.

## Etymologie
Ihr Name, „Verðandi“, ist das Partizip Präsens des altnordischen Verbs verða (werden) und lässt sich als „das Werdende“ oder „das Geschehende“ (im Neutrum Plural; Form nicht eindeutig) übersetzen. Damit steht Verðandi als „Gegenwart“ zwischen Vergangenheit (Urðr) und Zukunft (Skuld). Diese Interpretation ist seit der Veröffentlichung von Jacob Grimms Deutscher Mythologie 1835 geläufig:

„In den drei eigennamen sind die formen abstracter verba unmöglich zu verkennen: Urdhr ist aus dem pluralablaut von verdha (vardh, urdhum) entnommen, Verdhandi ist das fem. part. praes. des nemlichen worts, Skuld das part. praet. von skula [...] es ist also sehr passend das gewordne, werdende und werdensollende, oder vergangenheit, gegenwart und zukunft bezeichnet[.]“

Im Gegensatz zu den beiden anderen ist der Name Verðandi nur in zwei Stellen der altwestnordischen Literatur belegt, könnte also lediglich als Ergänzung dazu gebildet worden sein.

## Altnordische Quellen
Verdandi ist nur aus zwei Erwähnungen in der altwestnordischen Literatur, genauer der Lieder-Edda und der Snorra-Edda, bekannt. So heißt es in der Völuspá, dem ersten Götterlied der Lieder-Edda:
| Ask veit ek standa, heitir Yggdrasill, hár baðmr, ausinn hvíta auri; þaðan koma dǫggvar, þærs í dala falla, stendr æ yfir, grænn, Urðar brunni. Þaðan koma meyiar margs vitandi þrjár, ór þeim sal, er und þolli stendr; Urð hétu eina, aðra Verðandi, - skáro á skíði, - Skuld ina þriðio; þær lǫg lǫgðu, þær líf kuru alda bǫrnum, ørlǫg seggia. | Eine Esche weiß ich stehen, heißt Yggdrasil, den hohen Baum netzt weißer Nebel; daher kommt der Tau, der in die Täler fällt. immergrün steht er über Urds Brunnen. Von dort kommen (junge) Frauen, vielwissende, drei aus der Halle die unter dem Baum steht. Urd heißt die eine, die andre Verdandi: Sie schnitten Stäbe; Skuld hieß die dritte. Sie legten Lose, das Leben bestimmten sie den Geschlechtern der Menschen, das Schicksal verkündend. |

Verdandi wird hier also als zweite von drei jungen Frauen oder Mädchen genannt, die aus einer Halle kommen, welche an Urds Quelle unter dem Baum Yggdrasil steht. Anstelle der „Halle“ (altwestnordisch salr) in der Hauksbók-Version der Lieder-Edda ist in der Codex Regius genannten Handschrift der Lieder-Edda hingegen „See“ (altwestnordisch sær) zu lesen, womit wohl die Quelle selbst gemeint ist. Jedenfalls wissen alle drei viel und bestimmen das Schicksal der Menschen.
Im 15. Kapitel der Gylfaginning schreibt Snorri über Verdandi:

Þar stendr salr einn fagr undir askinum við brunninn, ok ór þeim sal koma þrjár meyjar, þær er svá heita: Urðr, Verðandi, Skuld. Þessar meyjar skapa mönnum aldr. Þær köllum vér nornir.

„Dort steht eine schöne Halle unter der Esche an der Quelle, und aus dieser Halle kommen drei (junge) Frauen, diese, die so heißen: Urd, Verdandi, Skuld. Diese (jungen) Frauen formen den Menschen das Leben. Wir nennen sie Nornen.“

Hier werden also die Strophen der Liederedda zusammengefasst und die Bezeichnung „Nornen“ für die drei Frauen ergänzt.

## Rezeption
Verðandi ist auch der Titel einer isländischen Zeitschrift mit Gedichten und Erzählungen des Realismus, die nur in einer Ausgabe 1882 in Kopenhagen erschien.
In der Mangareihe Oh! My Goddess von Kōsuke Fujishima, die auch als Anime-Serie umgesetzt wurde, ist Verðandi eine der Hauptfiguren. Aufgrund der Transliteration vom Altnordischen ins Japanische wird der Name Verðandi hier allerdings als Berudandī (Katakana ベルダンディー) wiedergegeben. Daraus wiederum ergibt sich die internationale Namensform „Belldandy“.